# Teodor Laço

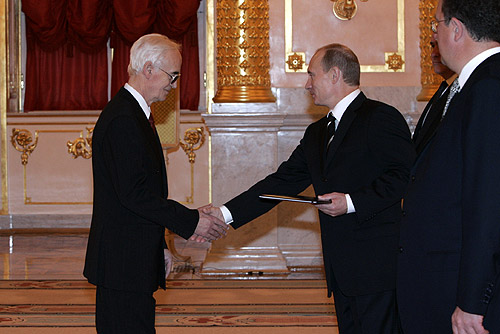
Teodor Laço (t.v.) och Vladimir Putin.

Teodor Laço, född 1936 i byn Dardha nära Korca i Albanien, död 15 oktober 2016, var en albansk författare. Redan som ung fick han gott rykte om sig som en stor prosaförfattare i den sociala stilen. 
I sin roman "Tokë e ashpër" ("Hård jord"), som kom ut i Tirana 1971 talade han om de kollektiva jordbruken i bergsområdet. Författaren var direktör för "New Albania" filmstudio och efter diktaturens fall blev han ordförande för den socialdemokratiska parlamentsgruppen. Han har sedan dess publicerat ett dussintal novellsamlingar, fem andra romaner och ett flertal pjäser.
Laços noveller är i allmänhet starkare än hans romaner och finns utgivna i novellsamlingarna: 
- "Portat e dashurisë", Tirana 1980.
- "Një ditë dhe një jetë", Tirana 1983.
- "Zemërimi i një njeriu të urtë", Tirana 1990.
- "Mozaik dashurish" Tirana 1998.

Samt på engelska: 
- A lyrical tale in winter, Tirana 1988.